# Polyptyque Peruzzi
Le polyptyque Peruzzi est un retable peint a tempera sur fond d'or sur panneau de bois de Giotto di Bondone, daté vers 1318-1322,  pour la chapelle Peruzzi de la basilique franciscaine de Santa Croce de Florence, aujourd'hui conservé au North Carolina Art Museum à Raleigh.

## Historique

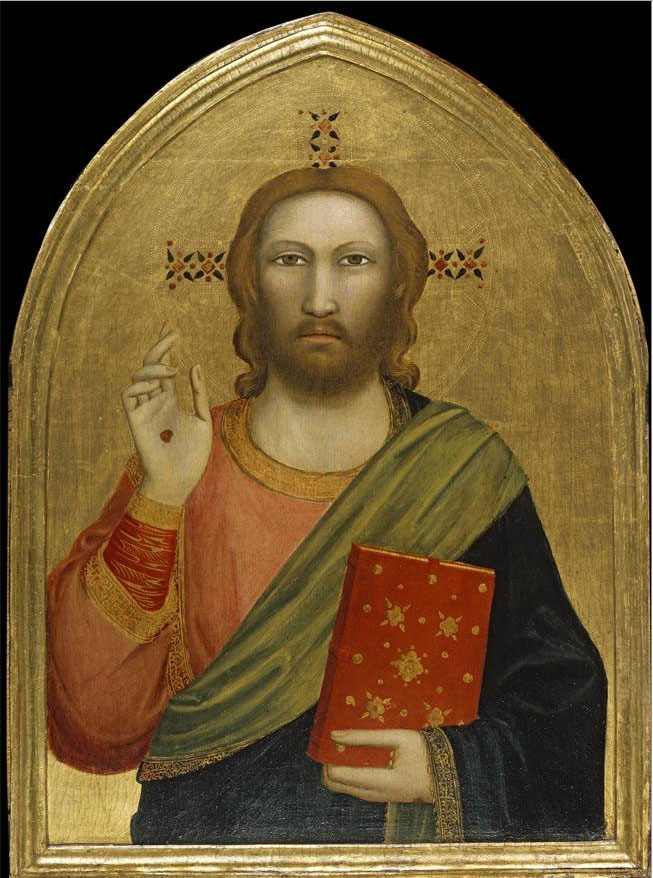
Rédempteur.

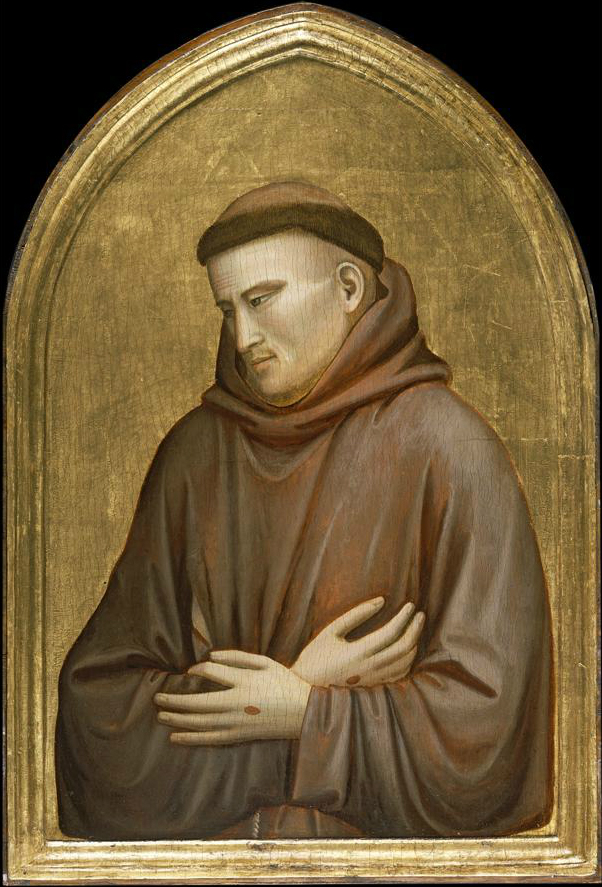
Saint François.

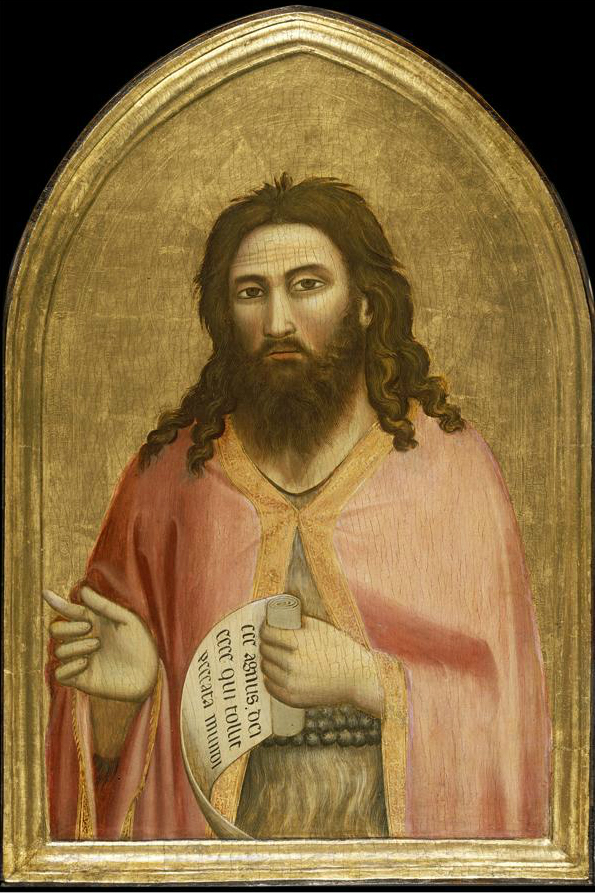
Saint Jean-Baptiste.

Le polyptyque décorait l'autel de la chapelle Peruzzi et a probablement été réalisé en même temps que les fresques. Le retable a été démembré et dispersé, pour être reconstitué dans la collection Kress. Initialement exposé à la National Gallery of Art de Washington, il est aujourd'hui visible au musée de Raleigh, la capitale de la Caroline du Nord.
Le premier à publier au sujet de quatre des cinq panneaux (les latéraux) fut Sirén en 1923, qui propose, comme auteur, le nom de Stefano Fiorentino, ou en tout cas d'un élève doué.  Suida, en 1931, recompose le polyptyque et le relie à l'autel de la chapelle Peruzzi, supposant une intervention directe du maître, au moins dans les visages du Rédempteur, de saint François et du Baptiste. D'autres attributions ont ensuite été proposées, sans compromis de la part des historiens (Van Marle, Offner, Venturi, Fiocco, Berenson, Longhi, Toesca, Zeri, Shaffran, Gnudi, etc. ).
Au sommet de sa renommée et débordé par les demandes, Giotto dut recourir de plus en plus aux aides et à des méthodes de travail hâtives, comme le montrent les décors de la chapelle réalisés en grande partie à sec  (a secco) au lieu de  « buon fresco ». Même le polyptyque, bien que conçu par le maître, doit avoir été en grande partie réalisé par l'atelier.
Contemporain des fresques de Giotto dans la chapelle Peruzzi, le retable fut ensuite démembré et dispersé. Il fut reconstruit avec ses seules figures principales (Christ bénissant et trois saints - dont François et Jean le baptiste - et une sainte ou la Vierge) par la fondation Kress

## Description et style
Le polyptyque a cinq compartiments en forme d'arche à l'arc brisé. À l'origine, il est probable qu'il était également orné de cimaises de forme triangulaire sur chaque panneau, généralement ornées de tondi avec des saints ou des représentations d'anges : un tel schéma est suggéré par le cadre moderne, mais il n'existe aucune trace d'autres représentations.
Les saints sont présentés en buste, comme dans le polyptyque de la Badia qui précède cet ouvrage. Au centre se trouve le Rédempteur qui bénit, levant la main droite qui porte le signe de la Crucifixion et tenant avec la gauche le livre des Écritures. Il a une position fixe et hiératique, également soulignée par l'auréole singulière qui se distingue par la représentation de la croix. Sur les côtés se trouvent Jean l'évangéliste, la Vierge, Jean-Baptiste et François d'Assise. Le choix des saints est étroitement lié à la chapelle, dédiée aux deux saints prénommés Jean. Sur son mur de gauche, figurent des Scènes de la vie de saint Jean l'Évangéliste et sur celui de droite du Baptiste : ce n'est pas un hasard si les deux saints apparaissent interchangés dans le polyptyque, chacun face à ses propres Histoires.
La présence de saint François fait référence aux franciscains, alors responsables de la basilique florentine. 
Le style figuratif est similaire à celui de la chapelle, même si les saints sont placés dans un contexte neutre et pauvre en éléments décoratifs. Ils demeurent, en tout cas, très solides dans leur volume.

## Source de traduction
- (it) Cet article est partiellement ou en totalité issu de l’article de Wikipédia en italien intitulé « Polittico Peruzzi » (voir la liste des auteurs).